# Centromerus clarus
Centromerus clarus là một loài nhện trong họ Linyphiidae.
Loài này thuộc chi Centromerus. Centromerus clarus được Ludwig Carl Christian Koch miêu tả năm 1879.